# Богусевич, Юрий Фирсович
Юрий Фирсович Богусевич (род. 15 января 1973, Горький) — советский и российский хоккеист, нападающий. Мастер спорта России. Тренер.

## Биография
Воспитанник горьковского «Торпедо». В сезоне 1990/91 провёл два матча за Кварц (Бор) и восемь — за «Торпедо» в высшей лиге (дебют — 7 декабря в гостевом матче против «Торпедо» Ярославль, 3:1). Следующий сезон отыграл за «Кварц», в сезоне 1992/93 провёл 30 матчей за «Торпедо» и 41 — за «Торпедо-2». Два следующих сезона отыграл за «Торпедо», в сезоне 1995/96 провёл только три матча в МХЛ и зо — за «Торпедо-2». В следующем сезоне отыграл 16 матчей за «Торпедо», один — за «Торпедо-2» и 28 — за «Мотор» Заволжье, где провёл и следующие два сезона.
В дальнейшем выступал за «Липецк» (1999/2000 — 2002/03, 2004/05), «Воронеж» (2000/01, 2003/04), «Владимир» (2004/05), «Кстово» (2006/07).
Окончил Липецкий государственный педагогический университет (2001, педагог по физической культуре и спорту; 2021).
С 2010 года — детский тренер в системе «Торпедо» («Бор», «Красная Горка», «Мотор», «Торпедо»). С 2024 года — тренер в московской школе «Красная машина юниор».
Сын Даниил (род. 2003) играл в хоккей на позиции вратаря на юношеском уровне. Сын Макар (род. 2014) также хоккеист.